# Азербайджанцы в Казахстане
Азербайджанцы в Казахстане (азерб. Qazaxıstan azərbaycanlıları, каз. Қазақстандығы әзірбайжандар) — одно из национальных меньшинств на территории Казахстана. Согласно переписи населения 2021 года, в республике проживало 145 615 азербайджанцев, что составляет 0,76% от населения.
Преимущественно проживают в южных регионах страны, особенно в сельской местности, однако численность азербайджанцев возрастает в Астане и прибрежном городе Актау.
Азербайджанцы являются одной из быстрорастущих диаспор в Казахстане: если в 1999 году их число достигало менее 80 тыс. человек, то в 2021 году численность возросла до более чем 100 тыс. человек.

## История
История формирования азербайджанской диаспоры является одной из самых многообразных в Казахстане: среди азербайджанцев Казахстана есть и потомки добровольных переселенцев начала XX века, и несколько волн репрессированных азербайджанцев, депортированных из Грузии и Армении в 1937, затем в 1944—1949 годах. Наконец, в 1950—1980-х годах часть азербайджанцев из собственно Азербайджана прибывала в республику по распределению или по собственному желанию для работы на нефтяных скважинах (не менее 15 000). Потомки депортированных азербайджанцев компактно проживают в сёлах Южного Казахстана, они хорошо укоренились в республике и традиционно занимаются сельским хозяйством. В 1990-е годы в связи с началом нефтяного бума в Азербайджане, часть диаспоры покинула территорию республики Казахстан. Однако, уже к 2009 году высокий естественный прирост помог компенсировать потери от эмиграции и даже превысил их. Потомки последних волн, равно как и более мобильная молодёжь, всё более склонны к переезду в крупные города, особенно Алматы, где их доля достигла 0,5 % всего населения. Но до сих пор каждый третий азербайджанец Казахстана (около 33 тыс. чел) проживает в Туркестанской области.

## Известные представители
- Магеррамов, Магеррам Мамедович — казахстанский политический деятель, депутат Мажилиса парламента Республики Казахстан.
- Джафаров, Галиб Мусаевич — казахстанский боксёр, чемпион мира 2003 года и Заслуженный мастер спорта Республики Казахстан.
- Jah Khalib — казахстанский певец и рэпер.
- Ниджат Али оглы Рагимов — казахстанский тяжелоатлет, чемпион мира 2015 в весовой категории до 77 кг, победитель юношеских Олимпийских игр 2010 года и обладатель золотой медали летних Олимпийских игр.
- Рахманов, Вагиф Юсуфович — казахстанский скульптор и художник-график. Член Союза художников СССР, художников РК, Заслуженный деятель искусств Казахской ССР (1981).
- Алиев, Али Ханалиевич — казахстанский футболист, тренер. Чемпион Казахстана, выступал за сборную Казахстана..